# Hampstead (Dominica)
Hampstead è un villaggio sito nella Parrocchia di Saint Andrew, nel nord-est della Dominica. Insieme a Bense, l'area ha una popolazione di 495 abitanti. Questo villaggio è stato utilizzato come location delle riprese nel 2006 per il film Pirati dei Caraibi - La maledizione del forziere fantasma.